# Claudine Collart
Pour les articles homonymes, voir Collart.
Claudine Collart, née en 1923 à Auby et morte le 15 mars 2016 à Clichy, est une soprano française.

## Biographie
Née à Auby, dans le Nord de la France, Claudine Collart passe sa jeunesse à Sin-le-Noble avec sa famille. 
Elle fréquente le cours de chant du conservatoire de Douai, et rejoint ensuite le Conservatoire de Paris. Elle entre à l'Office de radiodiffusion-télévision française (ORTF) au service lyrique, ses enregistrements étant ensuite diffusés sur France Culture et France Musique. Elle enregistre en première mondiale en 1953 (LP Erato) le Te deum H 146, Oculi omnium H 346 de Marc-Antoine Charpentier sous la direction de Louis Martini (report CD Erato 2014).
Une fois sa carrière établie, Collart devient professeur de chant au conservatoire de Douai. Elle est membre de l'Opéra-Comique à Paris et Chevalier des Arts et des Lettres. Collart a notamment chanté au mariage du Prince Rainier III de Monaco avec Grace Kelly.
L'école de musique de Sin-le-Noble porte son nom.

## Discographie
- Marc-Antoine Charpentier : Troisième leçon de Ténèbres  du Vendredi Saint, H.110, Troisième leçon de Ténèbres du Mercredi Saint à trois parties, H.108 - Claudine Collart, Yvonne Melchior, Jean Archimbaud, Orchestre de Concerts Pasdeloup, dir Louis Martini. LP Pathé 1953.
- Marc-Antoine Charpentier : Magnificat H.74, Salve Regina H.24, Regina coeli H.32, Première Leçon de  Ténèbres du mercredi Saint H.96, Claudine Collart, Jean Archimbaud, Yvonne Melchior, Pierre Giannotti, L’Orchestre de Chambre des Concerts Pasdeloup, Chorâle des Jeunesses Musicales de France , Henriette Roget, orgue, dir. Louis Martini. LP Erato 1955.
- Marc-Antoine Charpentier : Messe de minuit  H.9, Claudine Collart, Jeanne Fort, soprano, Marie-Thérèse Cahn,   contralto, Gérard Friedmann, ténor, Georges Abdoun, basse, Antoine Geoffroy-Dechaume, orgue, ensemble Vocal de Paris, Orchestre de la Société de Musique de Chambre de Paris, dir. André Jouve. LP Ducretet-Thomson 1953 report CD Emi classics 2006.

Charles Lecocq "La fille de Madame Angot", extraits , Grand orchestre et chœurs dir. Jésus Etcheverry. LP Philips P77.113 L(mono.).